# Аринтика
Аринтика (исп. Arintica) — вулкан на севере Чили в области Арика-и-Паринакота возле границы с Боливией. Высота — 5597 м.
Вулкан находится к северу от Салар-де-Сурире.
Ледниковые долины на южных и западных склонах горы содержат большие активные горные ледники, которые считались в прошлом потоками лавы.